# Aconitum ferox
Aconitum ferox är en ranunkelväxtart som beskrevs av Nathaniel Wallich och Seringe. Aconitum ferox ingår i släktet stormhattar, och familjen ranunkelväxter. Inga underarter finns listade i Catalogue of Life.

## Bildgalleri

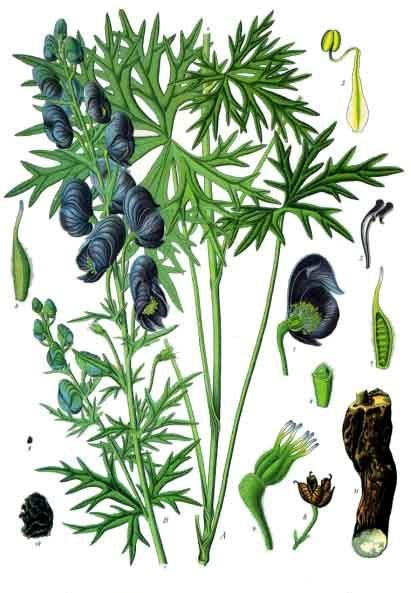